# ダニーデン国際空港
ダニーデン国際空港(ダニーデンこくさいくうこう,Dunedin International Airport)とは、ニュージーランド、ダニーデンにある空港である。

## 就航路線

### 国内線
- オークランド
- クライストチャーチ
- ウェリントン（直行便、経由便）
- ハミルトン（経由便）
- パーマストンノース（経由便）
- クイーンズタウン（不定期便）
- アレキサンドラ（不定期便）

### 国際線
- ブリスベン
- ゴールドコースト（季節便）
- メルボルン（季節便）
- シドニー（季節便）

## 市内へのアクセス
市街地からは約３０km離れていますが、路線バスの運行はありません。そのため、乗り合いのシャトルバスやタクシーまたはレンタカーに乗車する必要があります。